# Наташа Йоноська
Наташа Йоноська (нар. 1961) — математик і професор Університету Південної Флориди, відома своєю роботою в області обчислень ДНК. Її дослідження стосується того, як біологія виконує обчислення, «зокрема, використовуючи формальні моделі, такі як клітинні або інші скінченні типи автоматів, символічну динаміку теорії формальної мови та теорію топологічних графіків для опису молекулярних обчислень».
Вона отримала ступінь бакалавра з математики та інформатики у Унів. Св. Кирила і Мефодія в Скоп'є в Югославії (нині Північна Македонія) в 1984 році. Докторську дисертацію з математики вона здобула в Державному університеті Нью-Йорка в Бінгемтоні в 1993 році дисертацією «Синхронізація уявлень про Софійні системи». Її радником дисертації був Том Хед.
У 2007 році вона виграла премію Розенберга Тюльпана у ДНК-обчисленнях за роботу в галузі застосування теорії автоматів та теорії графів до нанотехнологій ДНК(DNA nanotechnology). Вона була обрана стипендіатом AAAS у 2014 р за вдосконалення розуміння обробки інформації у молекулярній самозбірці. Вона є членом правління багатьох журналів, включаючи Theoretical Computer Science International Journal of Foundation of Computer Science, Computability та Natural Computing.

## Помітні публікації
- J. Chen, N. Jonoska, G. Rozenberg, (ред.). Нанотехнології: Наука та обчислювальна техніка, Springer-Verlag 2006.
- N. Jonoska, Gh. Paun, G. Rozenberg, (ред.). Аспекти молекулярних обчислень LNCS 2950, Springer-Verlag 2004.
- N. Jonoska, N.C. Seeman, (ред.). ДНК-обчислення, переглянуті документи з 7-ї міжнародної зустрічі з ДНК-обчислювальних машин, LNCS 2340, Springer-Verlag 2002.